# Villa Loisset

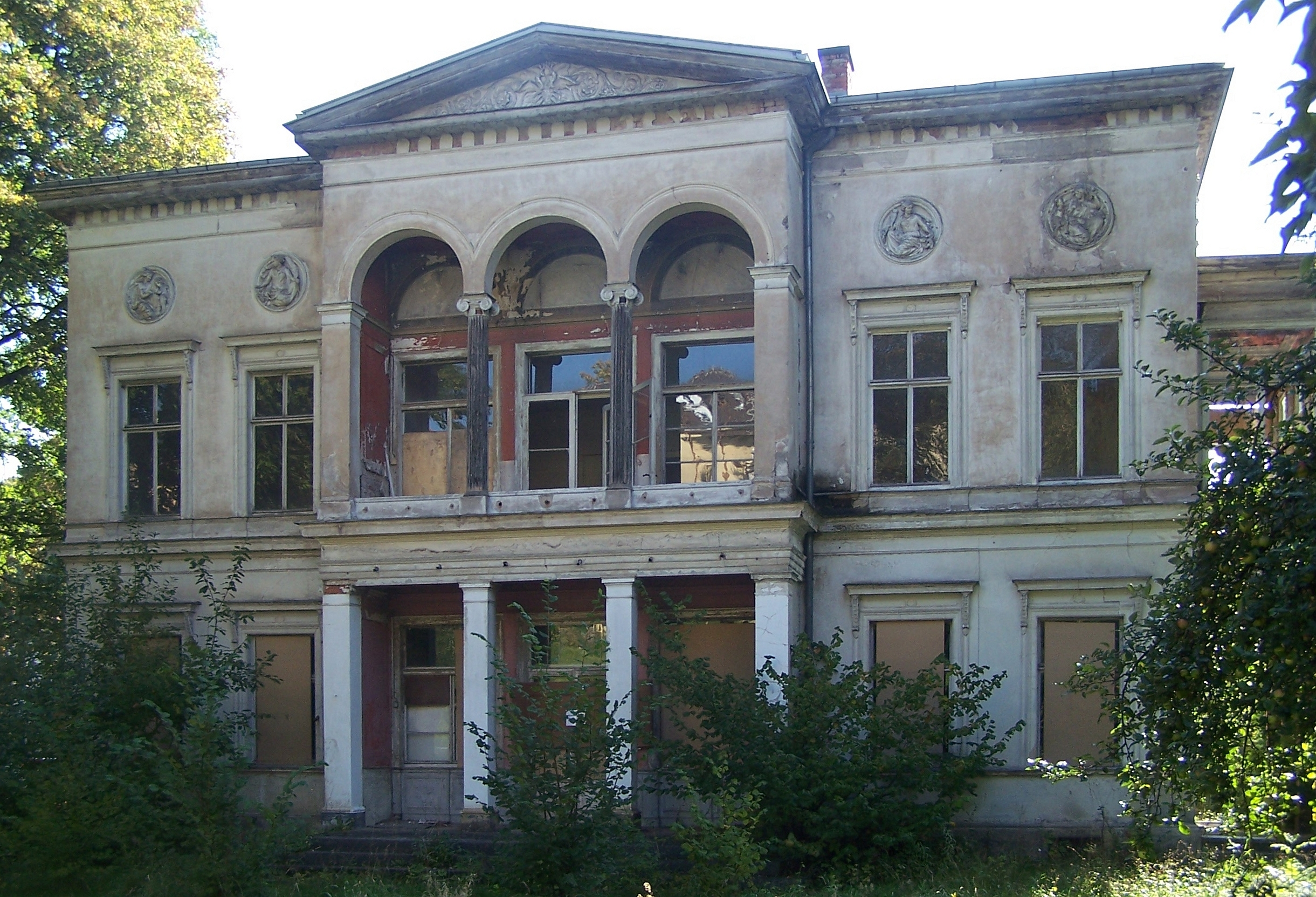
Villa Loisset (2011)

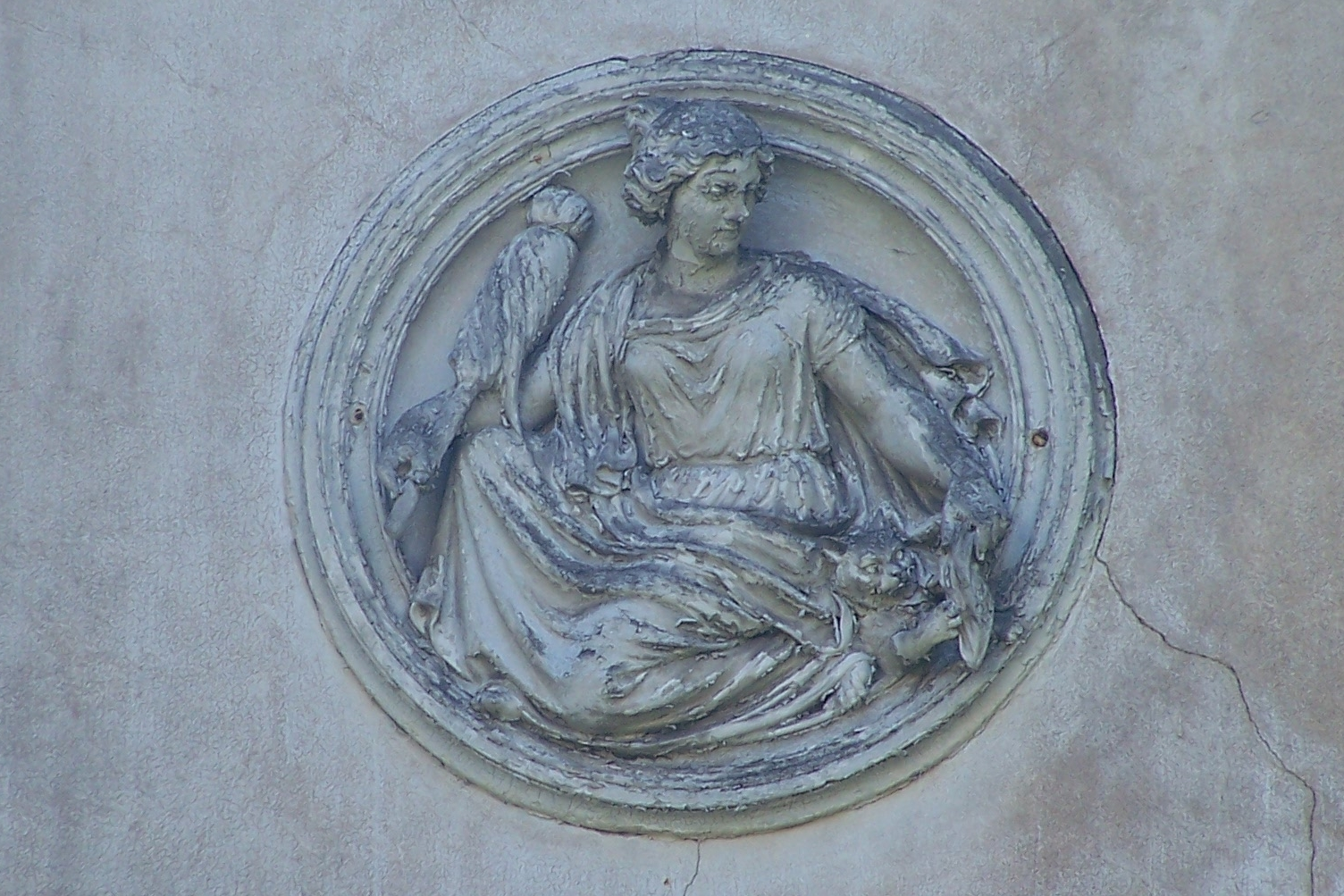
Drittes Medaillon in der Westfassade

Die Villa Loisset war eine spätklassizistische Villa in Eisenach, Mariental 11, die 1866 erbaut und 2014 abgebrochen wurde.

## Geschichte

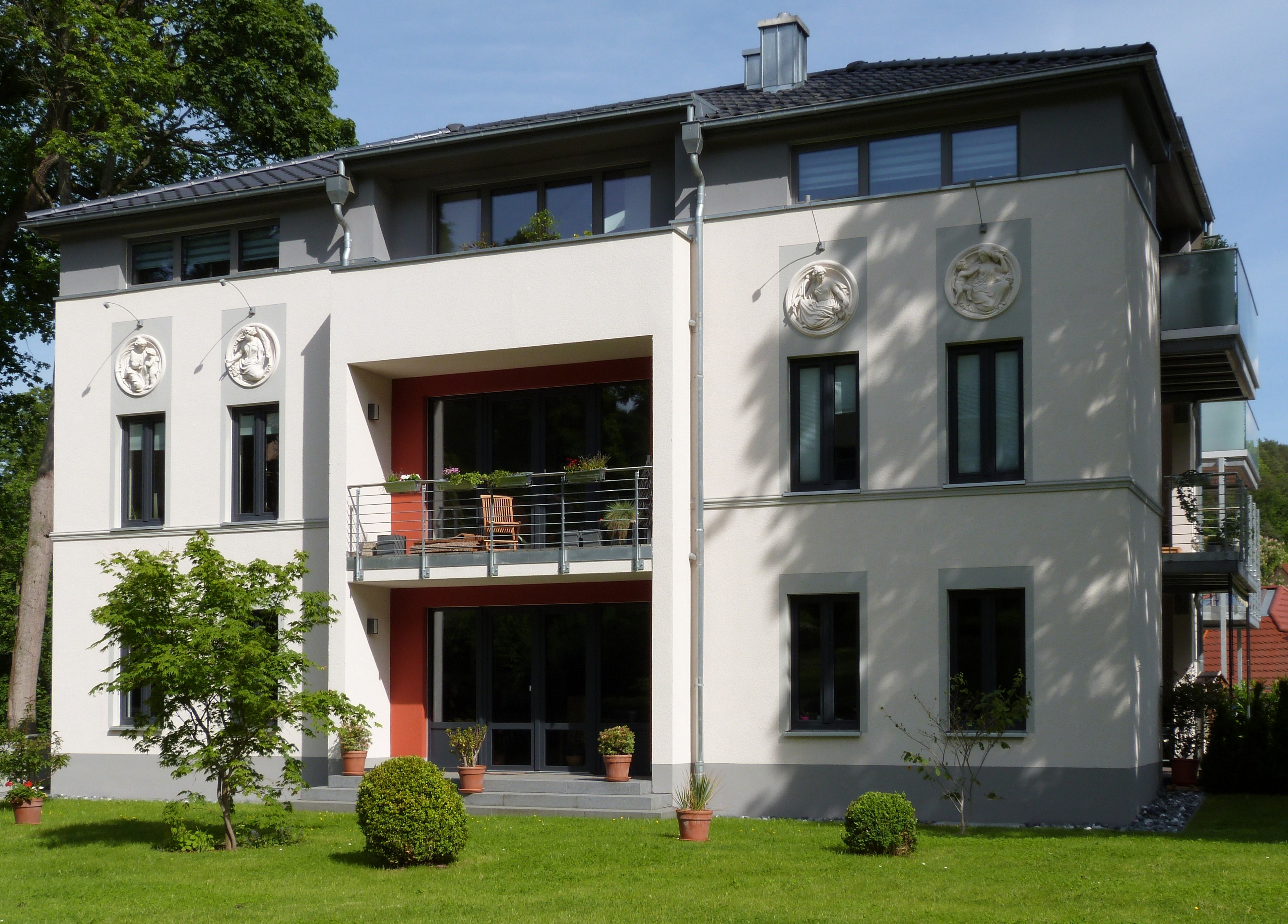
Neubau der Villa (2019)

Die Geschichte der Villa geht zurück auf die Familie des Fuhrmanns Johannes Krause und seiner Frau Ottilia, die in der Eisenacher Weststadt wohnten. Ihre 1830 geborene sechste Tochter Christina Friederike Krause nutzte ein Gastspiel des Circus Renz in Eisenach, um den Direktor Franz Renz zu überreden, sie mitzunehmen und als Kunstreiterin auszubilden. Bald überraschte sie Fachleute und Publikum durch ihre Schönheit und Kühnheit auf dem Pferderücken und wurde nach kurzer Zeit die Hauptattraktion des Zirkus. Sie nahm den Künstlernamen Mademoiselle Adeline an und heiratete einen Kunstreiter aus einer französischen Zirkusdynastie, Baptiste Loisset. Durch ihre Auftritte erwarb sie sich ein stattliches Vermögen. Zudem gehörte ihr eine umfangreiche Sammlung von Brillanten und Preziosen aller Art, die sie ihren zahlreichen Verehrern verdankte, darunter etliche Angehörige von Fürstenhäusern. Später fiel ihr Mann in den Wahnsinn und starb im Irrenhaus. Loisset zog sich in ihre nach Planung des Architekten Friedrich Hitzig erbaute spätklassizistische Villa im Berliner Tiergartenviertel zurück, zumal ihr zunehmende Korpulenz die Ausübung ihres Berufs erschwerte.
1866 ließ sich Christina Friederike Loisset eine Kopie dieser Villa in ihrer Eisenacher Heimat als Zweitwohnsitz erbauen. Auch dort pflegte sie eine großzügige Geselligkeit und plauderte gern von ihren Erlebnissen. Zwei Töchter, von denen die jüngere ebenfalls Kunstreiterin wurde, starben an Tuberkulose. Ihr Sohn Ernst Loisset wurde Bankkaufmann und fand in Berlin eine gute Anstellung. Er holte seine Mutter nach. 1900 starb sie in Berlin im Alter von 70 Jahren.
Nach der Gründung der DDR wurde in der Villa eine Kindertagesstätte genutzt. In den 1960er Jahren wurde im Garten eine rote Rakete als Spielelement errichtet.
Seit 1990 stand die Villa leer, wechselte bis zu ihrem Abriss sieben Mal den Eigentümer und verfiel immer mehr. 2012 wurde sie von einer aus sechs Parteien bestehenden Eigentümergemeinschaft erworben, die sie zur Eigennutzung sanieren wollte. Durch die Thüringer Denkmalfachbehörde wurde ein Bauzustandsgutachten angefordert. In dessen Ergebnis wurde angesichts des schlechten Bauzustands anzweifelt, dass der Kostenrahmen von 1,2 Millionen € eingehalten werden könne, und daraufhin die Villa aus dem Denkmalschutz entlassen und im Februar 2014 abgebrochen. In der Folge errichtete die Eigentümergemeinschaft an gleicher Stelle einen Neubau, der sich äußerlich an das Vorgängerbauwerk anlehnt. Einige Zierelemente wie z. B. die Figurenmedaillons des Vorgängerbaus wurden als Spolien am Neubau wieder angebracht.